# Савченко Ольга Станіславівна
Ольга Станіславівна Савченко (нар. 7 червня 1989, с. Гора, Бориспільський район, Київська область) — український правник, політик. Народний депутат України 9-го скликання.

## Життєпис
Закінчила факультет фінансового права Київського національного торговельно-економічного університету (спеціальність «Облік та аудит»), юридичний факультет Київського національного університету імені Тараса Шевченка (спеціальність «Правознавство»).
Вона є юристом у галузі міжнародного та фінансового права (ведення процесів в Міжнародних Арбітражах, супровід іноземних інвестицій в Україні).
Савченко брала участь у кримінальних процесах із захисту прав політичних в'язнів, справах з екстрадиції осіб, які піддалися кримінальному переслідуванню з політичних мотивів, справах українців у Європейському суді з прав людини.

## Політична діяльність
Довірена особа кандидата на пост Президента України Володимира Зеленського.
Кандидат у народні депутати від партії «Слуга народу» на парламентських виборах 2019 року, № 66 у списку. На час виборів: фізична особа-підприємець, безпартійна. Проживає в Києві.
Заступник голови Комітету Верховної Ради України з питань Регламенту, депутатської етики та організації роботи Верховної Ради України.
Голова Полтавської обласної організації партії «Слуга народу». У 2021 році припинила очільництво.